# Quatro artes
As quatro artes (四藝, siyi ), ou as quatro artes de estudo chinês, eram os quatro principais talentos acadêmicos e artísticos exigidos dos antigos aristocratas chineses. Estes eram o domínio do qin (o guqin, um instrumento de cordas,琴), qi (o jogo de estratégia de Go ,棋), shu ( caligrafia chinesa ,書) e hua ( pintura chinesa ,畫), juntos, também conhecidos como qínqíshūhuà'(em chinês: 琴棋書畫).

## Origem do conceito
Embora os elementos individuais do conceito tenham histórias muito longas como atividades próprias de uma pessoa instruída na história chinesa antiga, a fonte escrita mais antiga que reúne os quatro é o Fashu Yaolu (Compêndio de Caligrafia) de Zhang Yanyuan, do século IX, da Dinastia Tang.

## Qin(琴)

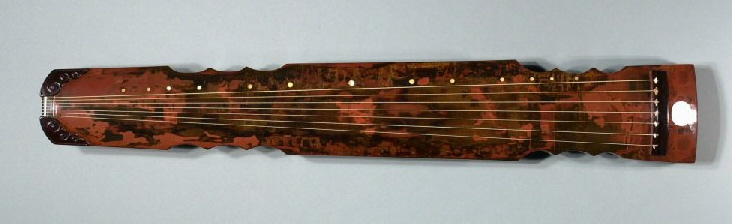
o guqin

O qin (琴) refere-se a um instrumento musical dos literatas e, atualmente, representa o instrumento conhecido como guqin, depois que o caractere chinês qin passou a ser utilizado para outros instrumentos de cordas.

## Qi(棋)

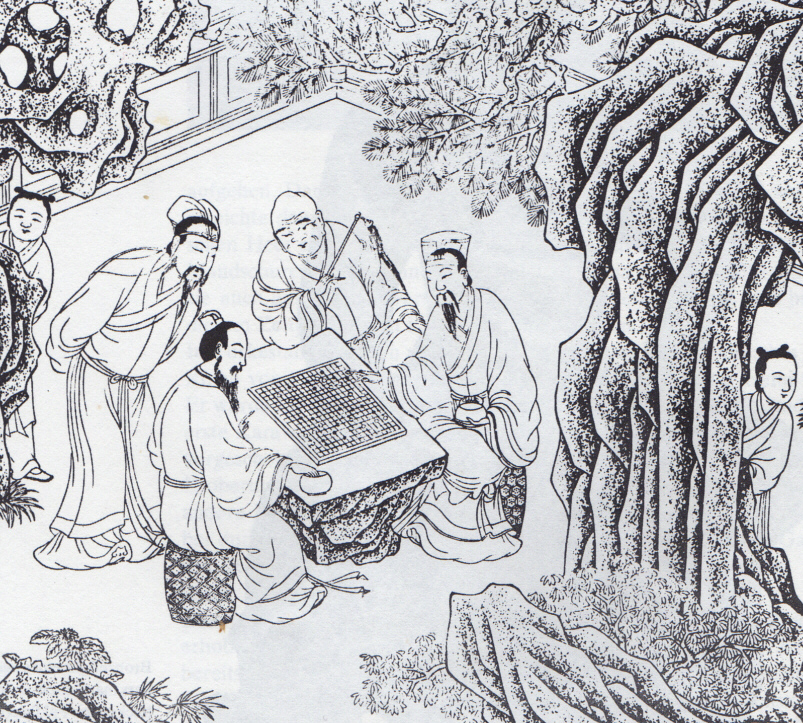
Uma impressão da dinastia Ming de jogadores de wéiqí

O qi (棋) é um jogo de tabuleiro chinês chamado weiqi (圍棋) (Go no Japão e no Ocidente), significando literalmente "jogo circundante". Atualmente o termo qi abrange uma gama de jogos de tabuleiro e, assim como no chinês clássico qi também pode referir-se a outros jogos, alguns argumentam que o qi nas quatro artes pode se referir a xiangqi .  No entanto, xiangqi é frequentemente considerado um popular "jogo do povo", enquanto weiqi era um jogo com conotações aristocráticas, o que torna mais provável que as menções a qi, acerca das quatro artes, referiam-se a weiqi, por serem atividades incentivadas no meio aristocrata.

## Shu(書)

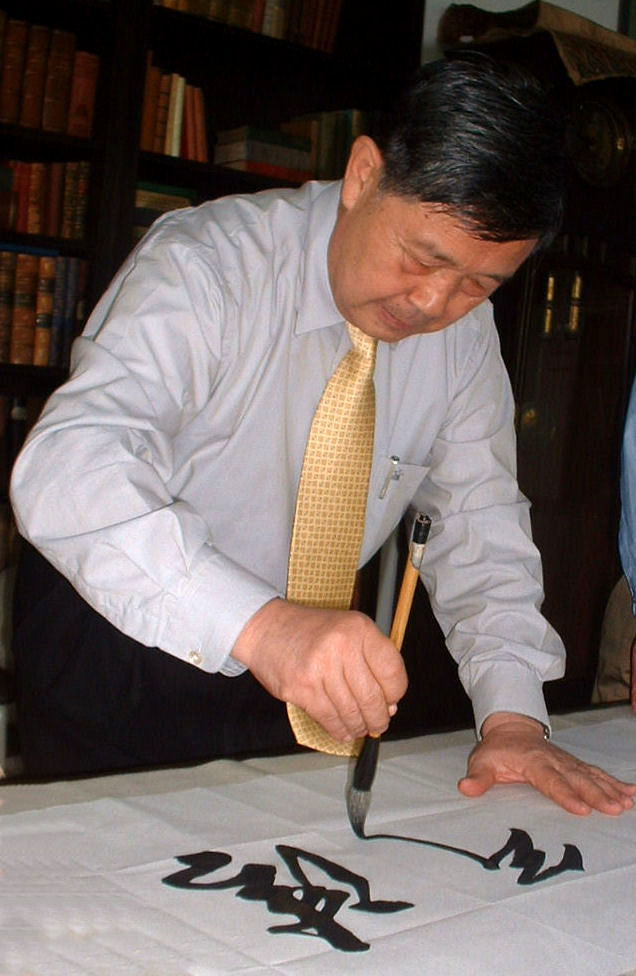
Um calígrafo chinês

1. ↑  «Collection of ancient Chinese xiangqi pieces and their appreciation» 中国古代象棋棋具收藏与欣赏 (em chinês). Cópia arquivada em 19 de março de 2007